# Synagoga w Józefowie (ul. Wiślana 5)
Synagoga w Józefowie – prywatny dom modlitwy urządzony w drewnianym domu znajdującym się przy ulicy Wiślanej 5. Wewnątrz, na ścianach sali głównej, znajdowały się polichromie. Fragment dachu nad tym pomieszczeniem był ruchomy i w okresie Święta Szałasów uchylano go za pomocą specjalnego kołowrotu.
Synagoga jest obecnie jedną z nielicznych zachowanych drewnianych synagog. Do dziś nie zachowały się żadne elementy pierwotnego wystroju. Po II wojnie światowej wnętrze budynku zostało podzielone na mieszkania komunalne, które mieszczą się w nim do dzisiaj.